# Grande galerie de l'Évolution
Pour les articles homonymes, voir GGE.

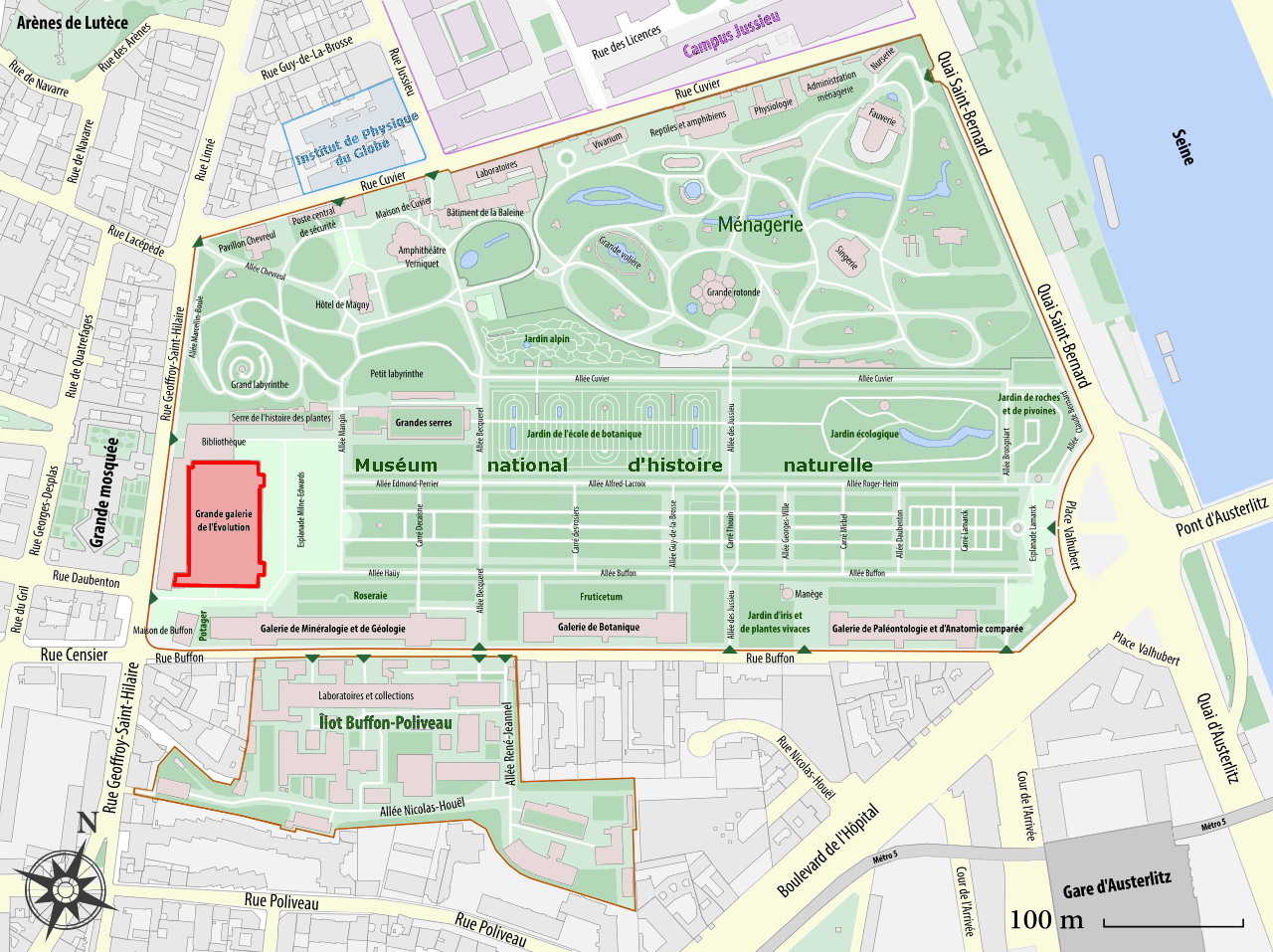
Emplacement de la « Grande galerie de l'évolution » au Jardin des plantes de Paris.

La grande galerie de l'Évolution (GGE) est l'une des galeries du Muséum national d'histoire naturelle (MNHN). Les galeries du Muséum sont des bâtiments qui constituent en eux-mêmes des musées (elles sont labellisées « musée de France ») et chacune se spécialise dans un domaine spécifique de l'histoire naturelle.
La grande galerie de l'Évolution se situe dans la partie sud-ouest du Jardin des plantes dans le Ve arrondissement de Paris, en France. Créée à partir de l'ancienne galerie de Zoologie, la grande galerie de l'Évolution est un espace d'exposition rénové en 1994 qui porte sur l'évolution des espèces et la diversité du monde vivant et s'appuie sur une scénographie contemporaine des collections d'histoire naturelle du MNHN. Dans un espace réservé et une ambiance crépusculaire sont présentées les espèces disparues ou très menacées. Un autre espace, plus coloré et ludique, est spécialement conçu pour les jeunes enfants : c'est la « galerie des enfants ». Enfin le sous-sol est dédié aux expositions temporaires.

## Histoire

### La galerie de Zoologie
Lorsque Louis XIII crée en 1635 le Jardin royal des plantes médicinales, il acquiert non seulement des terrains à l’est de Paris mais aussi une grande bâtisse, le « Château », qui va abriter l’intendance du Jardin et un « Cabinet d'Histoire naturelle » où sont conservées les toutes premières collections, qui vont rapidement s’enrichir de donations et de campagnes de collectes à travers le monde. En 1793, la Convention crée le Muséum national d'histoire naturelle. L’accroissement des collections s’amplifie pendant tout le XIXe siècle et le Cabinet d'Histoire naturelle devient trop exigu.
Avec l'appui du président Adolphe Thiers, la construction d'une nouvelle galerie de Zoologie par l'architecte Louis-Jules André est décidée. En juillet 1889, peu après l'inauguration de la tour Eiffel, la Galerie est ouverte. La verrière permettait alors de bénéficier de l'éclairage naturel. L'esprit muséologique de l'époque tendait à une présentation surtout systématique des collections allant du sol au plafond sur plusieurs niveaux, classées par groupes zoologiques ; en bas, au milieu de l'espace d'exposition, les plus gros spécimens trônaient, alignés comme à la parade.

Médaillons présents sur la façade de la galerie de l'évolution
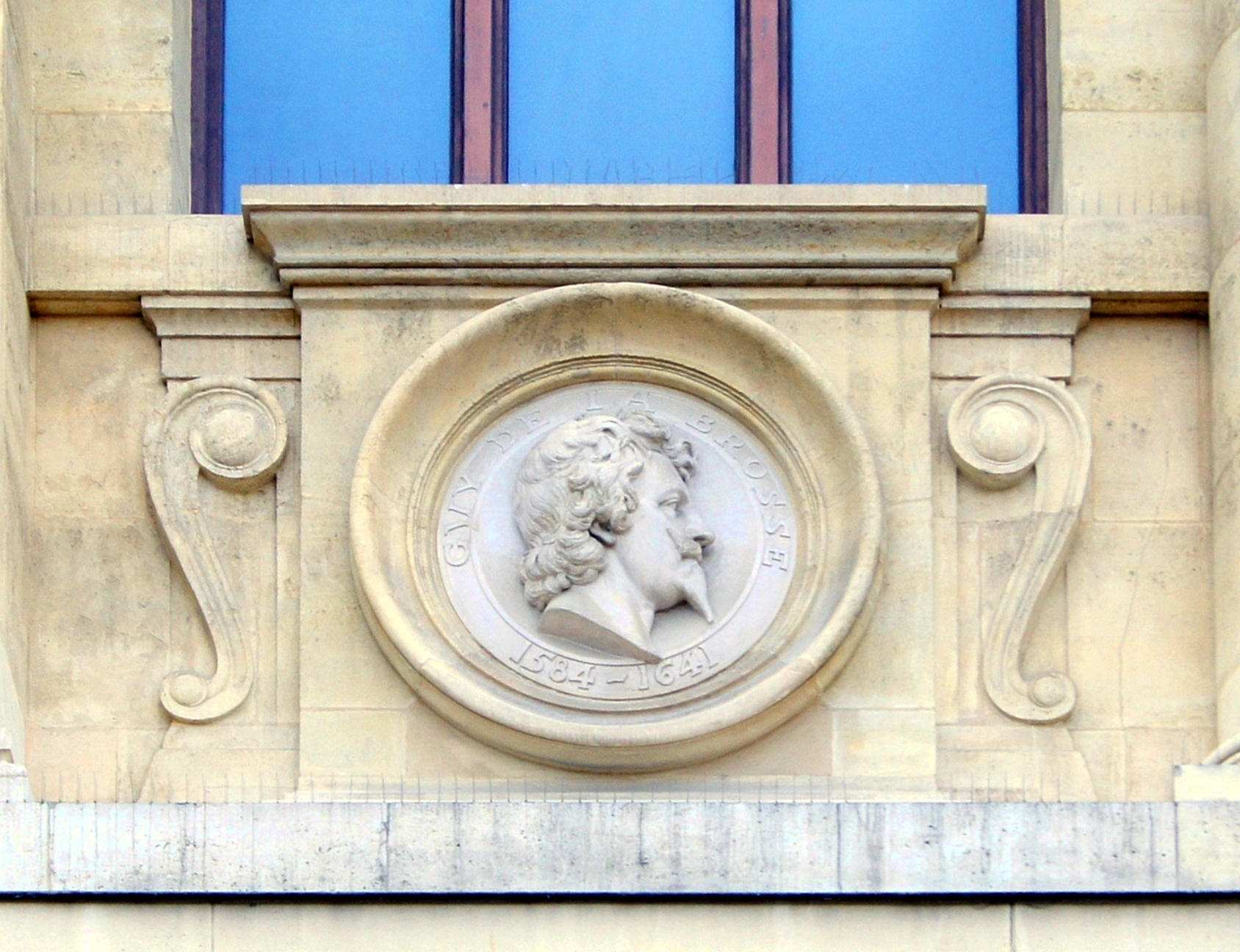
Guy de la Brosse.
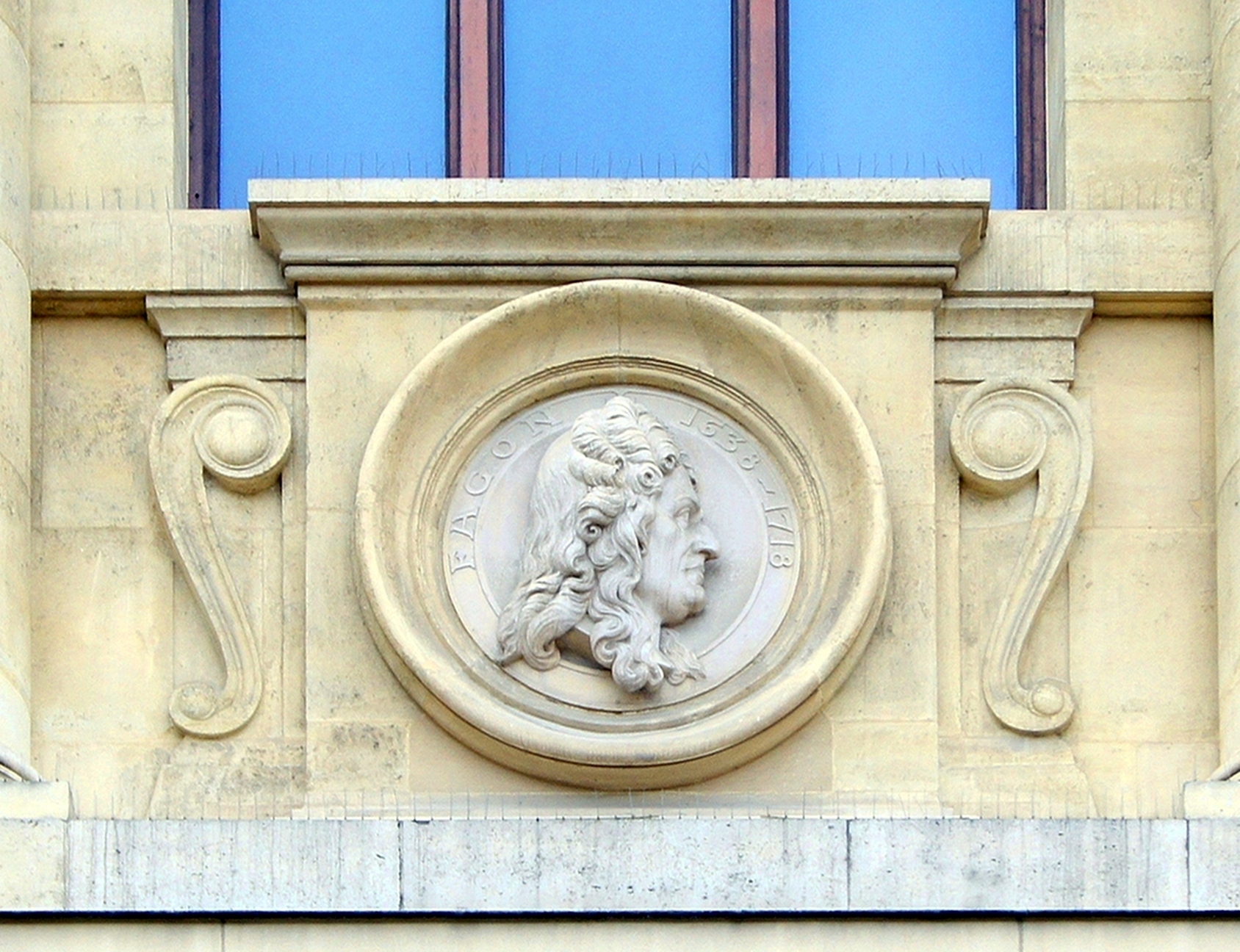
Guy-Crescent Fagon.
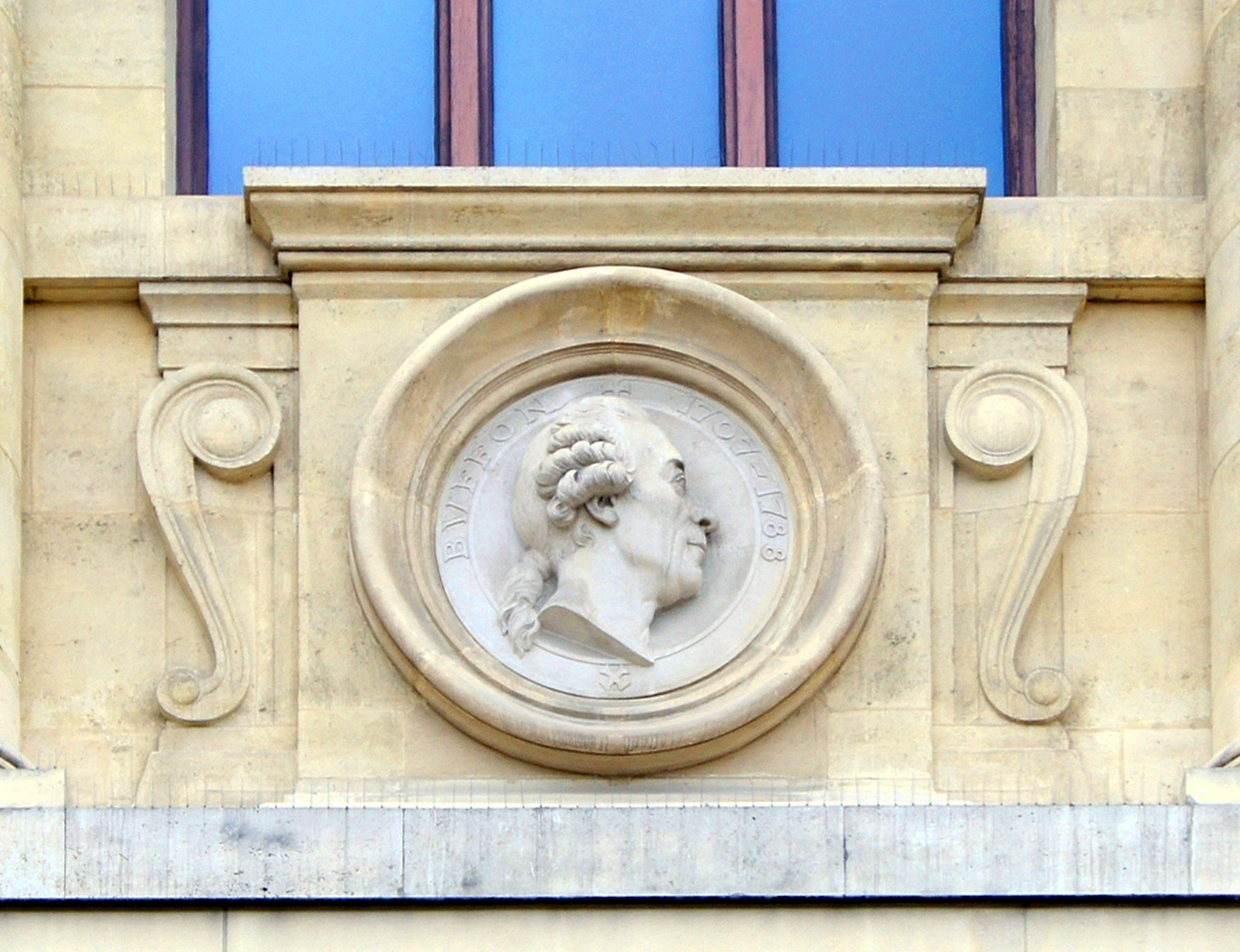
Georges-Louis Leclerc de Buffon.
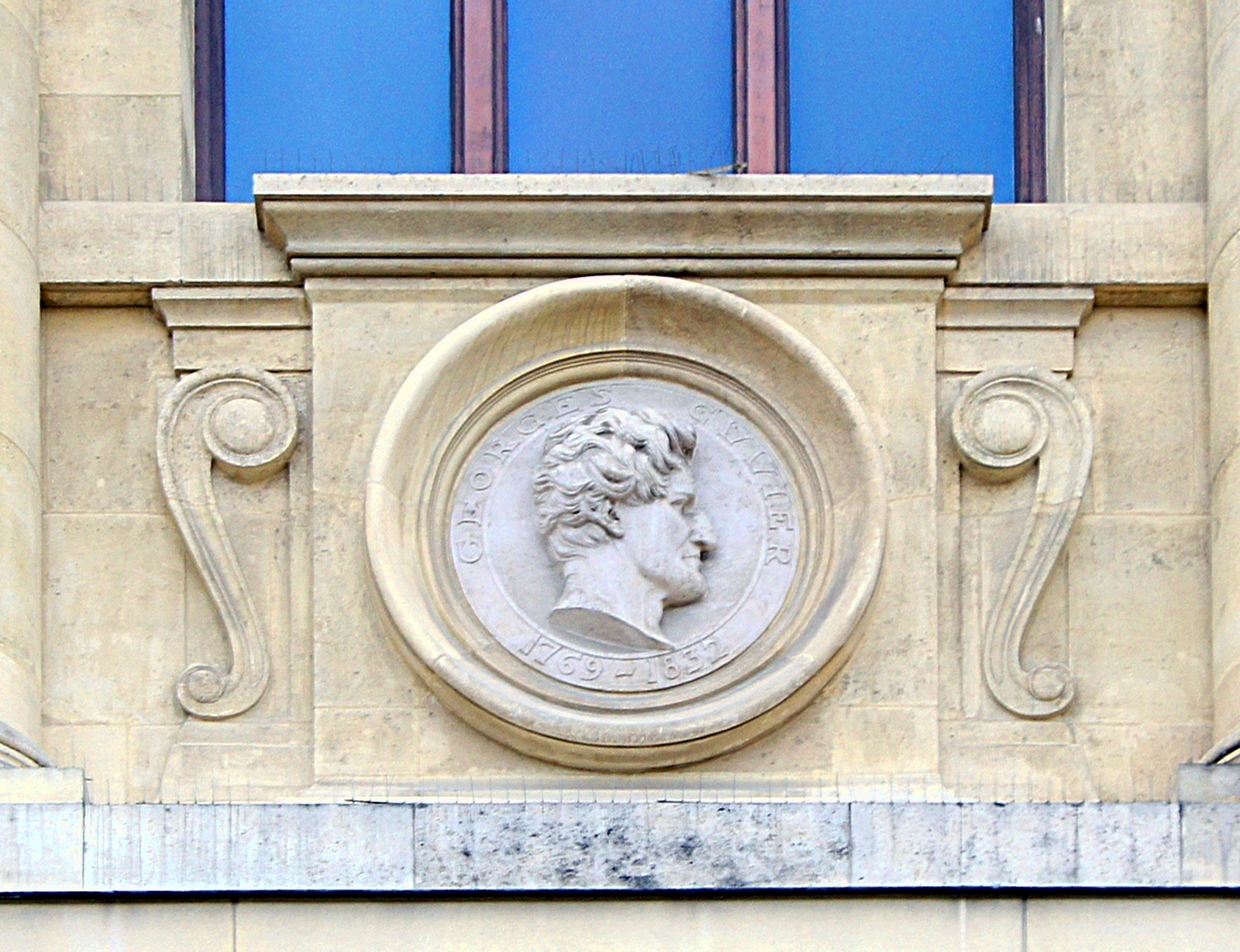
Georges Cuvier.
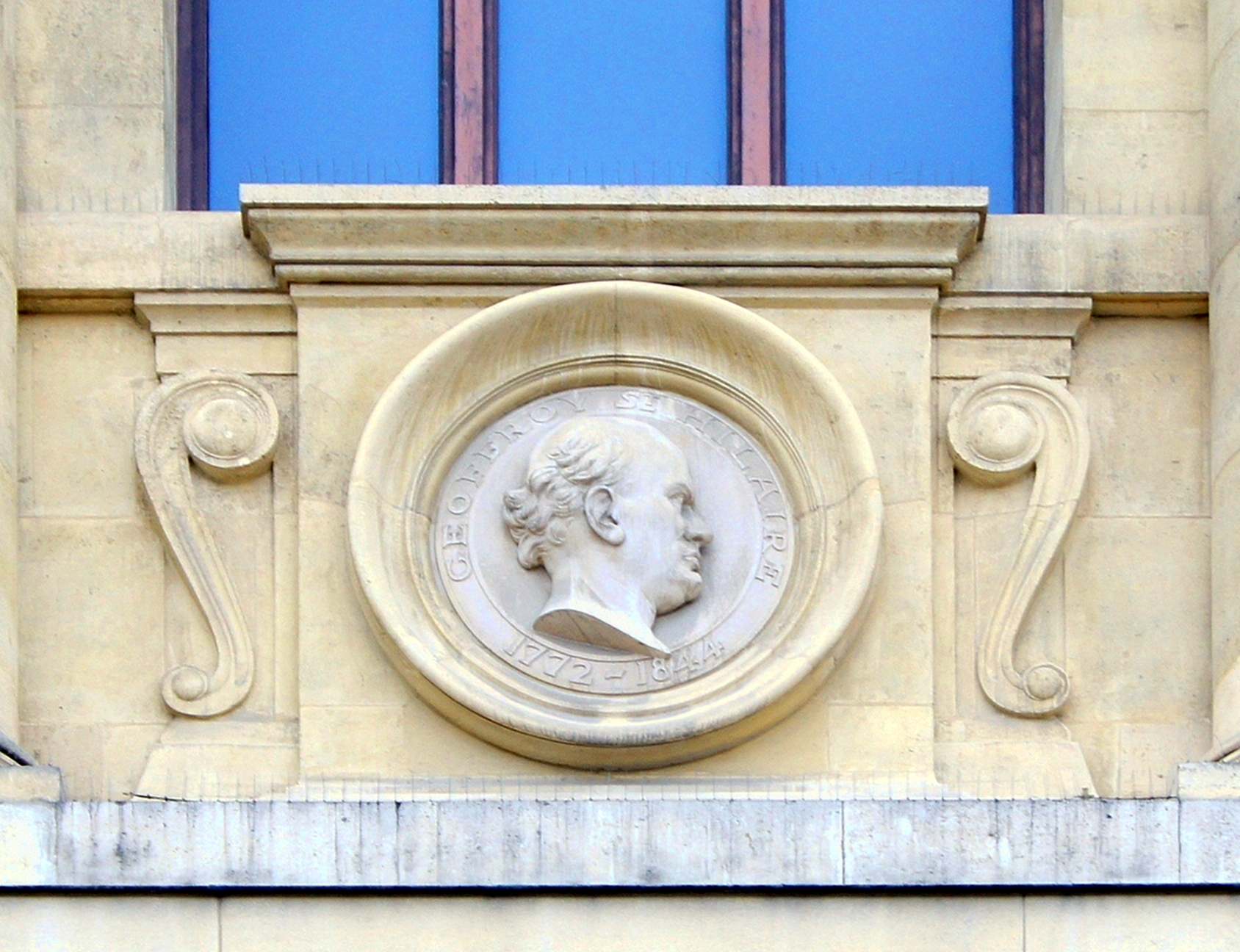
Étienne Geoffroy Saint-Hilaire.
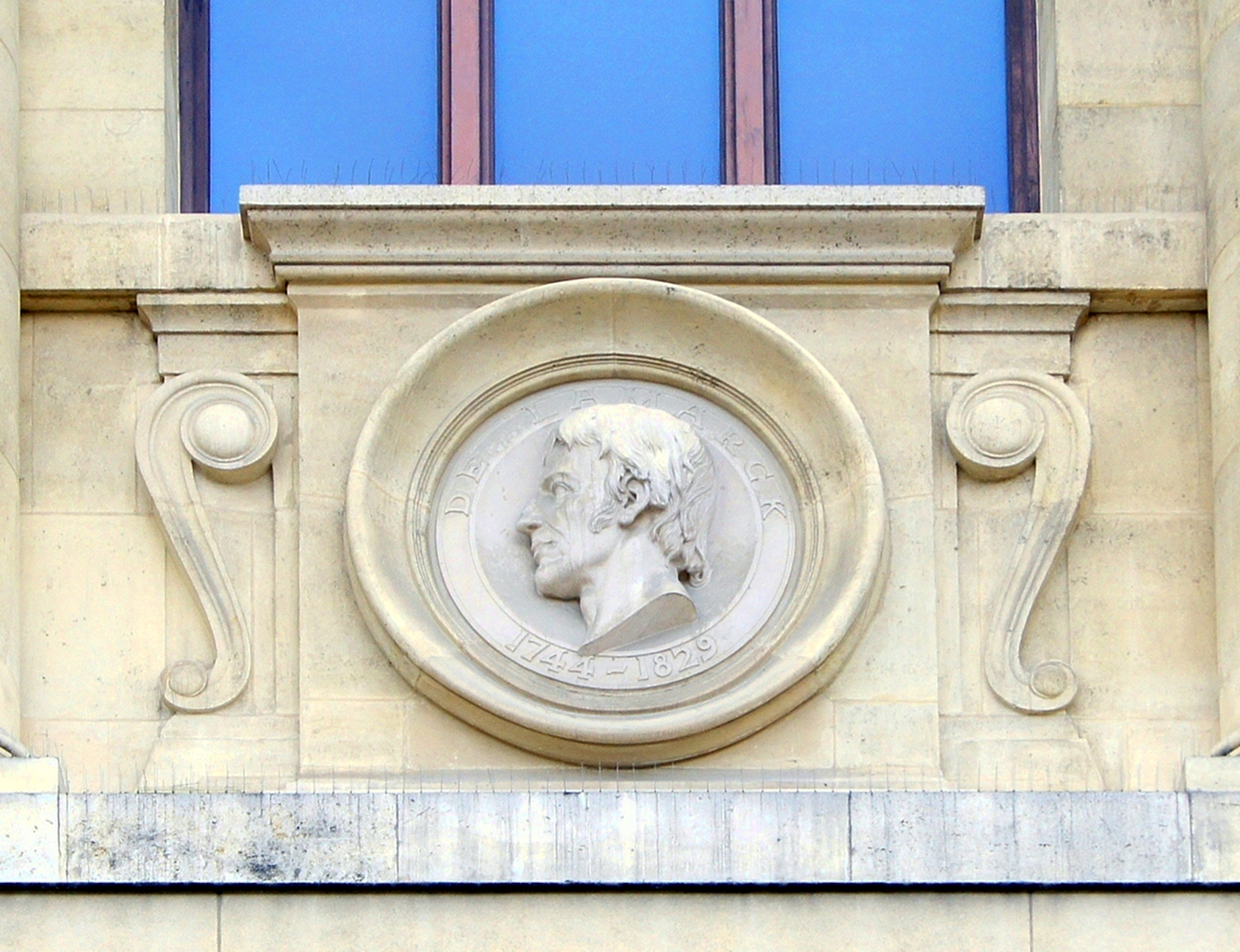
Jean-Baptiste de Lamarck.
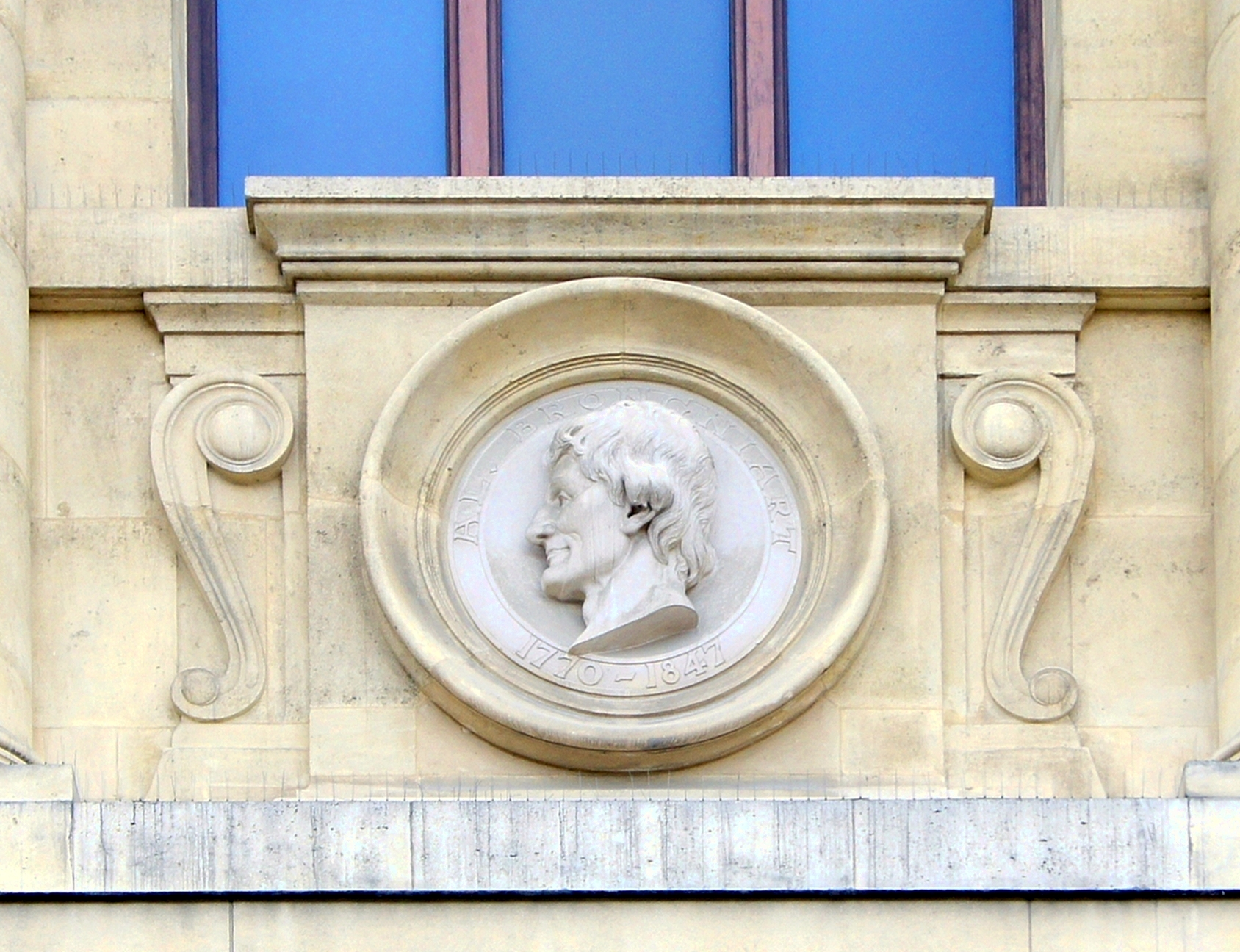
Alexandre Brongniart.
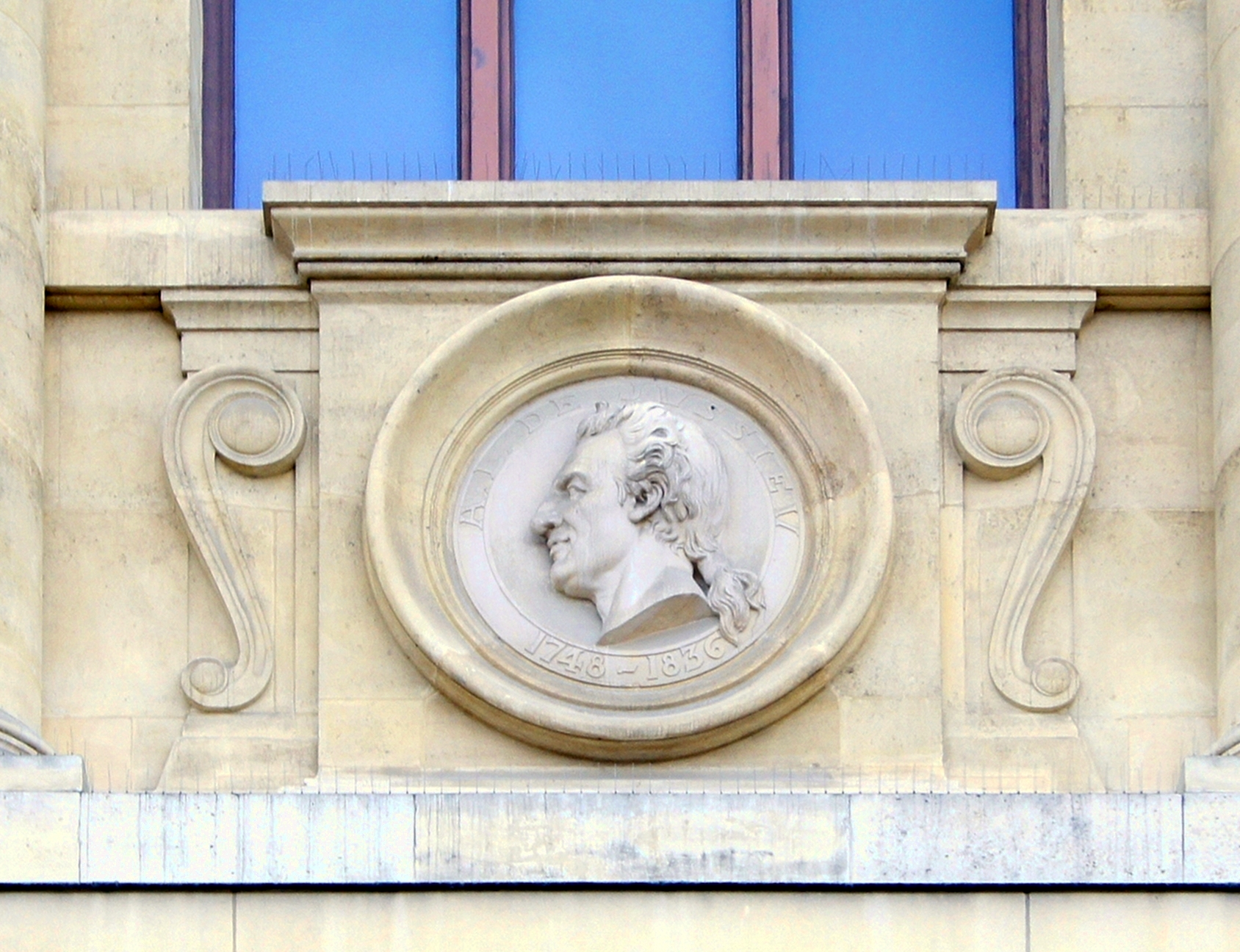
Antoine-Laurent de Jussieu.
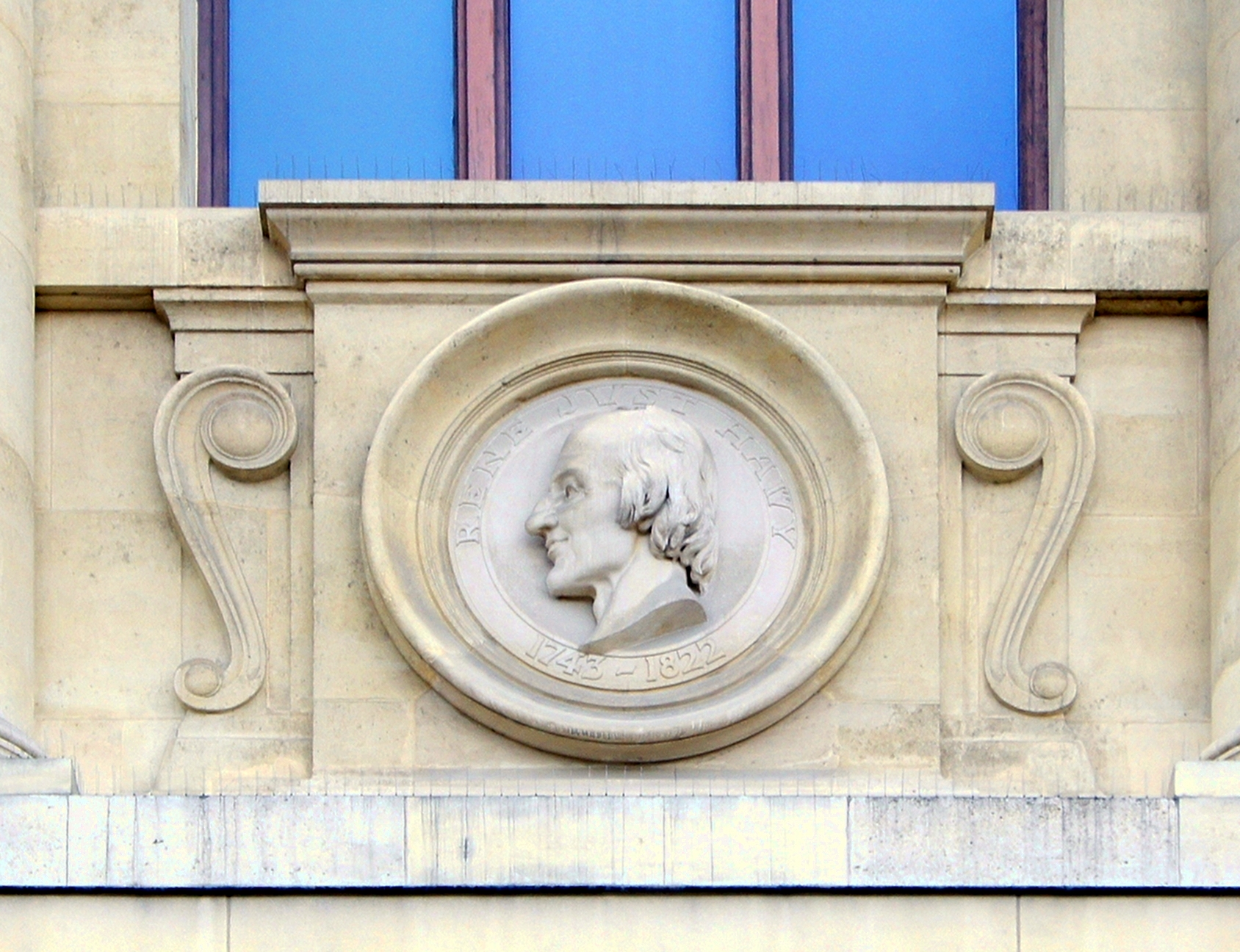
René Just Haüy.
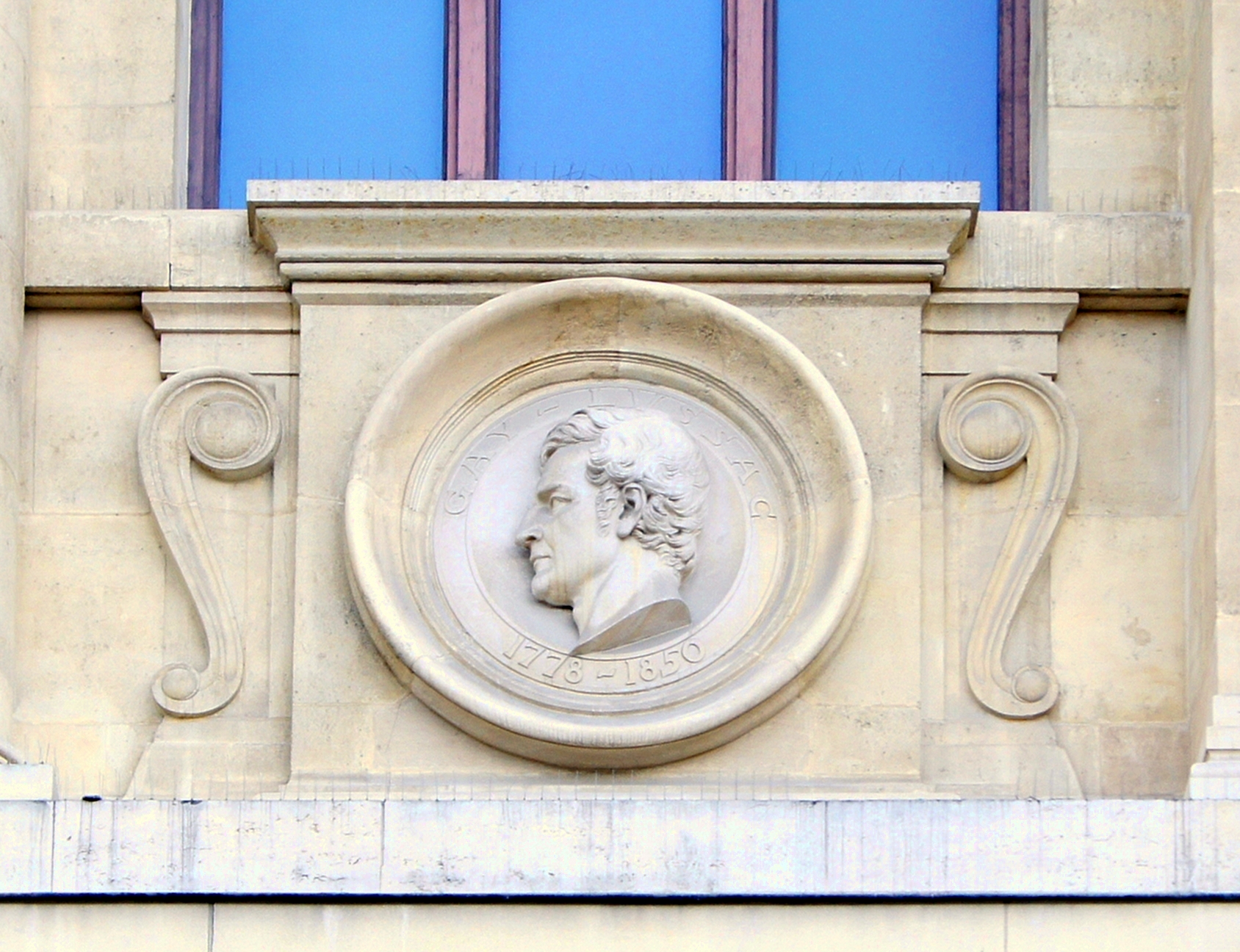
Louis Joseph Gay-Lussac.

Après la Seconde Guerre mondiale, alors que l'importance de l'histoire naturelle est peu perçue par la société française, les moyens financiers alloués au Muséum ne permettent plus de réparer et d'entretenir la Galerie : la verrière se dégrade, doit être couverte de bâches en 1966 pour empêcher l'eau de passer au travers, et la fermeture définitive est alors prononcée. En 1968, à la suite d'une campagne médiatique sur le thème du patrimoine en danger, les chercheurs du Muséum obtiennent la construction en urgence d'une toiture provisoire en zinc qui protège la Galerie et les spécimens, mais plonge les présentations dans la pénombre. La Galerie n'est plus alors qu'une cathédrale immobile, qu'immortalise le peintre suisse Jürg Kreienbühl. Durant les années de fermeture, les chercheurs du Muséum se mobilisent pour définir l'évolution des espèces comme nouveau projet muséologique et scientifique pouvant fédérer les présentations de la Galerie.
En 1986, la plupart des spécimens quittent la Galerie et sont installés dans une nouvelle réserve souterraine, la zoothèque, construite à partir de 1981 devant la Galerie, à la place de l'ancien bassin aux Nymphéas, sous le directorat de Jean Dorst, en lien avec Hélène Waysbord-Loing du ministère de l'Éducation nationale. Avant la rénovation de la Galerie, dont le coût était estimé à plusieurs dizaines de millions de francs, le spectacle « Fauve qui peut » y fut organisé par le chanteur Renaud Séchan qui fit ensuite une donation de 900 000 francs au Muséum.

### La métamorphose

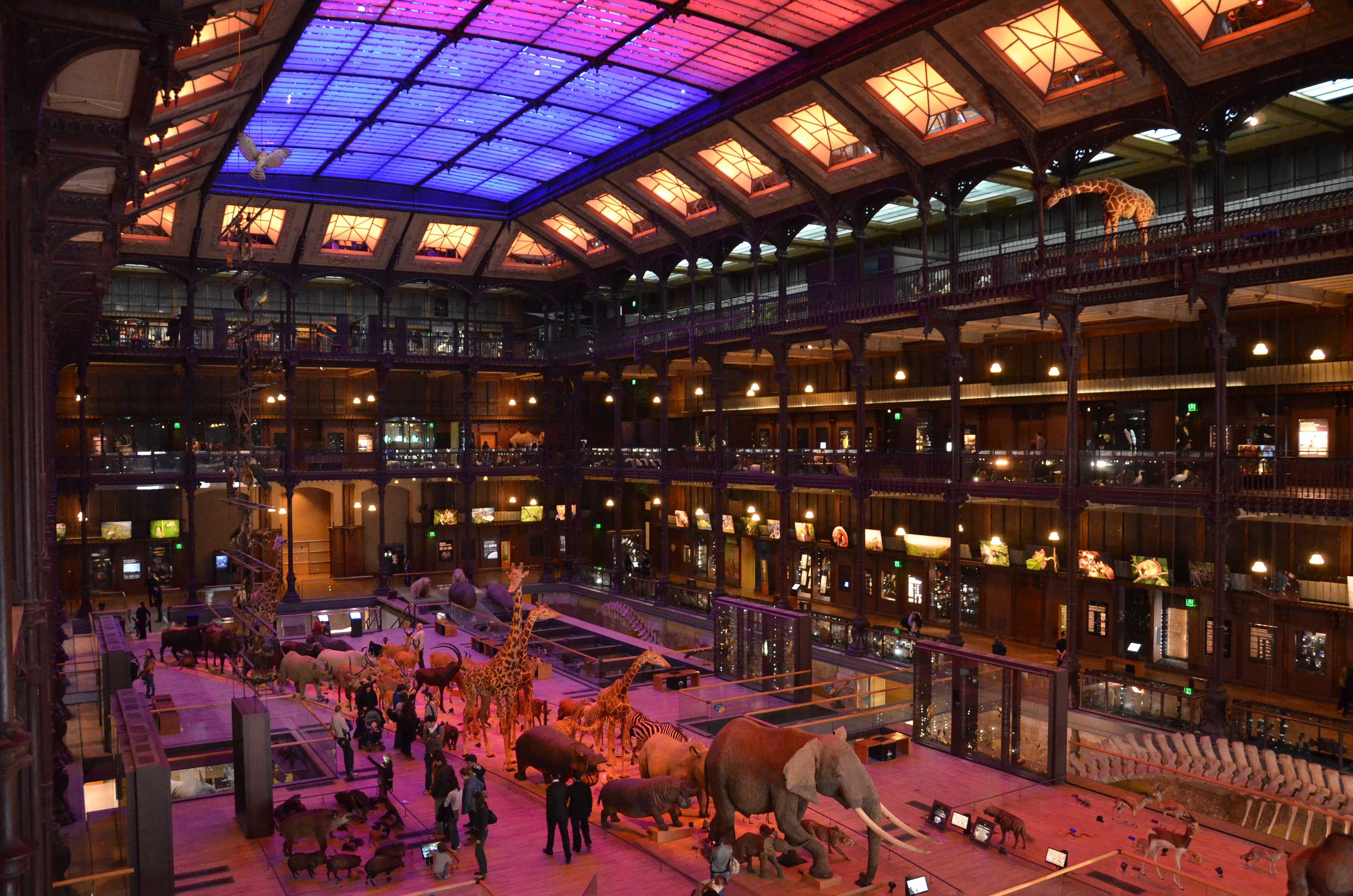
La grande galerie de l'Évolution après la rénovation.

En 1987, la « cellule de préfiguration de la grande galerie » est créée par Philippe Taquet, alors directeur du Muséum. Elle comprend les muséologues Geneviève Meurgues, Fabienne Galangau Quérat, Jacques Maigret, Florence Raulin Cerceau et Michel Van Praët entourés par les autres chercheurs du Muséum, en particulier Francis Petter et Patrick Blandin, et par la communauté scientifique nationale. Cette cellule rédige le premier synopsis de la Galerie qui renverse l’approche strictement systématique et didactique, développée dans les musées à l’époque ou basée antérieurement sur les dioramas et les spécimens accumulés en vitrines.
En février 1988, Paul Chemetov, Borja Huidobro, Pontus Hultén associés au scénographe René Allio et à l'architecte muséographe Roberto Benavente, sont désignés par un jury international comme lauréats du concours d’architecture organisé par l'Éducation nationale et le MNHN, parmi six équipes en compétition.
Le 6 octobre 1988, à l'occasion de l'inauguration de l'exposition « D'ours en ours » consacrée à l'ours des Pyrénées, François Mitterrand visite la Galerie alors vétuste et fermée, puis décide d'inclure sa rénovation dans les grands travaux présidentiels.
En juillet 1989, la maîtrise d’ouvrage du projet est ainsi confiée au secrétariat d’État chargé des Grands Travaux dirigé par Émile Biasini.
Le chantier est ouvert en avril 1991. Le 21 juin 1991 les grands mammifères qui n’avaient pas rejoint la zoothèque du fait de leur taille, quittent la Galerie et sont transférés dans un hangar situé sur l’allée Nicolas-Houël de l’îlot Buffon-Poliveau pour y être restaurés par les trois taxidermistes du Muséum : Christophe Gottini, Franz Jullien et Jack Thiney aidés d'un taxidermiste privé, Yves Walter, comme la plupart des animaux choisis pour illustrer le propos scientifique de la Galerie. En trois ans, un millier d’animaux sont restaurés : 350 mammifères, 500 oiseaux, plus d’une centaine de reptiles, de poissons et d’amphibiens. Après ces restaurations, les animaux naturalisés rejoignent la Galerie ou la zoothèque souterraine, tandis que le hangar devient une lithothèque qui reçoit notamment une partie des collections de la galerie de Minéralogie et de Géologie en rénovation.

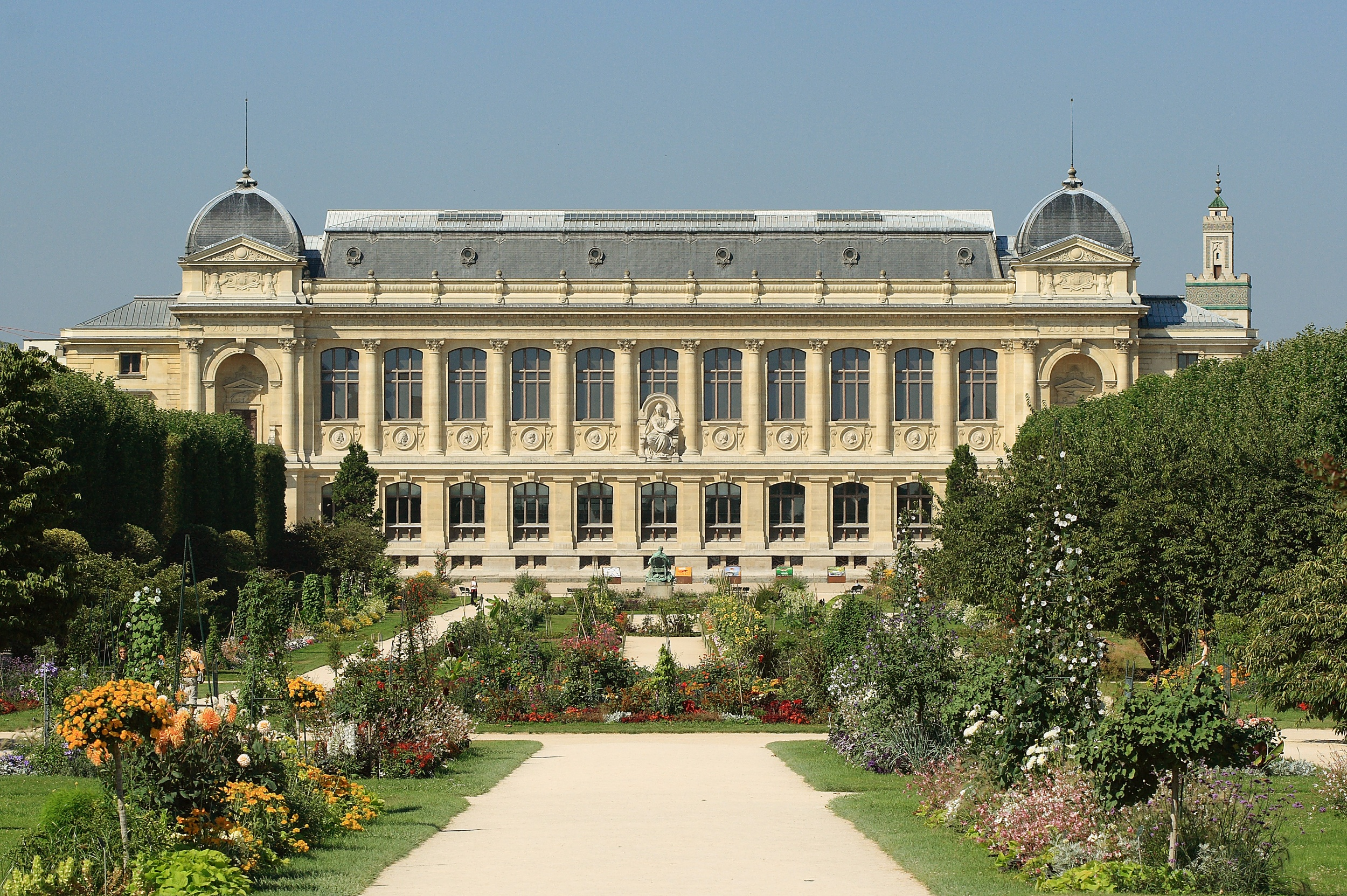
Le bâtiment dans la perspective du Jardin des plantes.

La Galerie commence alors sa métamorphose : la nouvelle entrée, accessible de plain-pied, est un vaste hall dans l’axe longitudinal de la nef, où se trouvent caisses, vestiaires, toilettes et une librairie. Pour cela, la « passerelle de Vénus » qui reliait la Galerie de Zoologie à l'extrémité Ouest de la galerie de Minéralogie et Géologie, est démolie et offre ainsi une nouvelle source de lumière naturelle outre celle filtrée de la verrière zénithale. Puis la nef est creusée pour créer deux niveaux supplémentaires ; il s’agit de l’une des étapes les plus délicates du chantier. Cette excavation met au jour des fondations en pierre de meulière et des arcatures ayant appartenu au « Cabinet de curiosités » du jardin royal des plantes médicinales. Le comblement de la nef à rez-de-chaussée est ensuite réalisé avec une structure métallique contemporaine qui complète l’architecture en fonte du XIXe siècle. La scénographie de la Galerie est confiée à René Allio qui pose les principes fondamentaux en respectant les nouvelles idées scientifiques de la fin du XXe siècle et en définissant des espaces communs et particuliers, des présentations variées, généralistes ou thématiques, une esthétique du vide et du plein, des parois animées. Pour la première fois au monde un muséum choisit de baser la présentation générale de ses collections sur le diagramme de l’évolution des espèces selon les principes de la cladistique.
Le 23 mars 1993, le jardin des plantes, ainsi que l'ensemble de ses bâtiments, sont classés monument historique. La grande galerie de l'Évolution est inaugurée le 21 juin 1994 par François Mitterrand. En 2014, treize millions de personnes ont visité la grande Galerie, le record de fréquentation datant de 2013 avec 800 000 entrées.
Afin de célébrer les 20 ans de la Galerie, une rénovation est réalisée de 2011 à 2014 sous la conduite de Paul Chemetov : 700 spécimens exposés sont restaurés et le dispositif son et lumière est amélioré.

## L'exposition permanente
La mise en scène de l'exposition a été réfléchie suivant l'architecture du bâtiment et les thèmes représentés. Cela se traduisait par un spectacle sonore et lumineux dans la nef centrale et conçu par René Allio avec Georges Bœuf et André Diot. Projet muséal ambitieux, elle a influencé d'autres musées d'histoire naturelle. Dès le dévoilement du projet du Muséum en 1988, le Musée américain d'histoire naturelle réoriente ainsi la rénovation de son hall des mammifères fossiles vers un réaménagement selon la méthode cladistique, de ses 6 halls de fossiles et dinosaures, inaugurés le 2 juin 1995.

### Plan de la Galerie

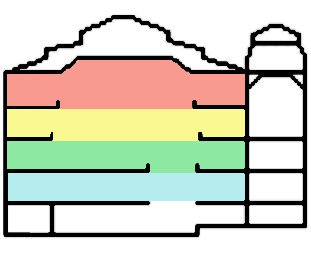
Coupe de la grande galerie de l'Évolution.

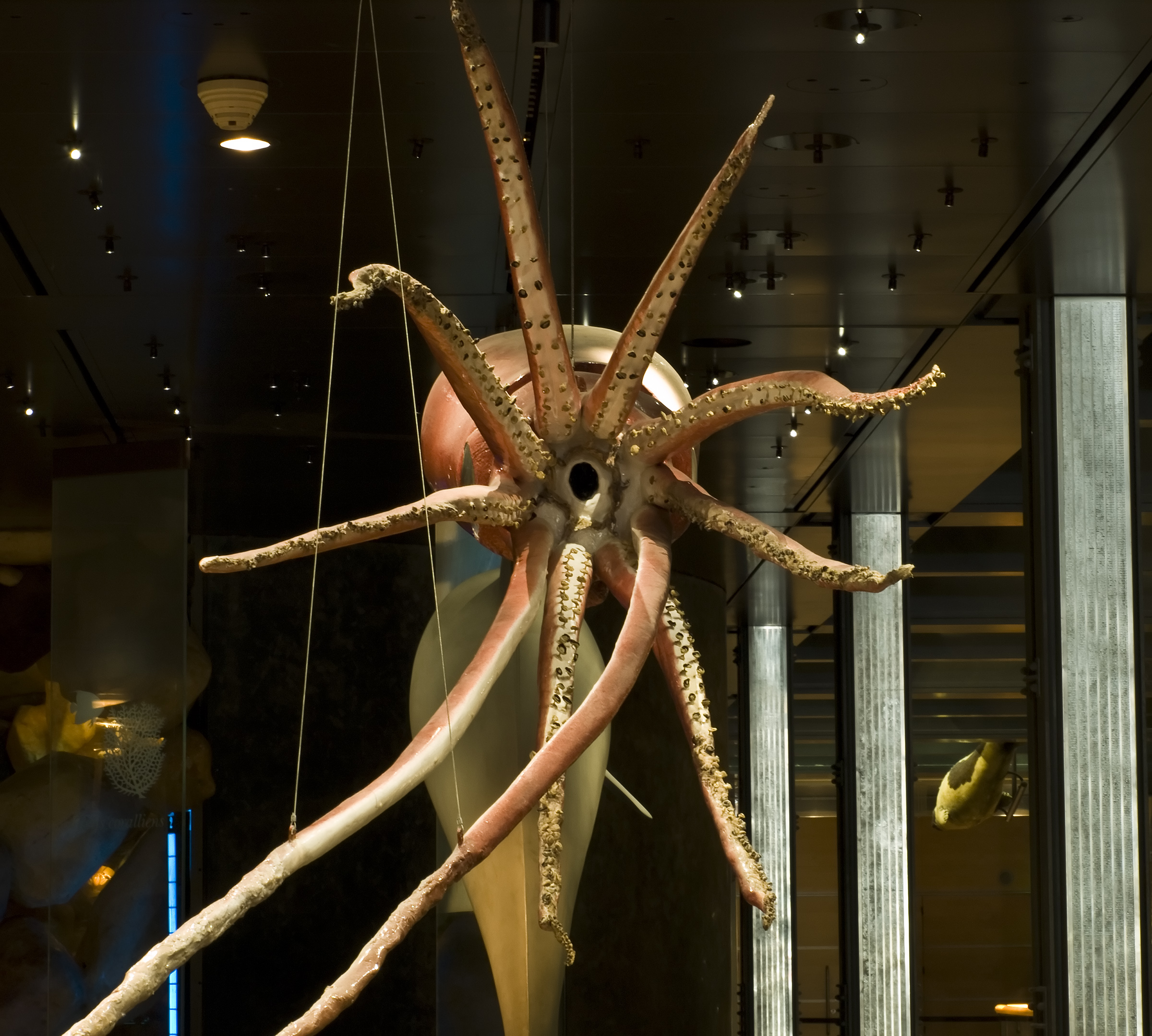
Le calmar géant plastiné Wheke dans le milieu plaines abyssales.

L'ensemble de la Galerie contient 6 000 m2 d'exposition répartis sur 3 niveaux :
|  | Les niveaux 0 et 1 (nef centrale) illustrent la « diversité du vivant » qui peuple les milieux marins et terrestres.                          |
|  | Le niveau 2 (balcon intermédiaire) illustre l'impact de l'Homme sur les milieux naturels et les évolutions du vivant que cela peut engendrer. |
|  | Le niveau 3 (balcon supérieur) illustre l'« évolution de la vie » et ses grands mécanismes.                                                   |

#### Acte I: la diversité du vivant
Le niveau 0 offre aux visiteurs une représentation des milieux marins. Le squelette d'une baleine franche australe accueille les visiteurs dans ce lieu composé de différents milieux de vie :
- Les plaines abyssales dans les profondeurs des océans,
- Les récifs coralliens constitués de nombreux éléments vivants,
- Les milieux pélagiques milieu de vie de nombreux poissons et mammifères,
- Les sources hydrothermales avec ses sources chaudes au fond des océans,
- Le littoral soumis aux conditions terrestres et aux marées,
- et la zone arctique et antarctique.

Le niveau 1 expose les différents milieux terrestres du monde entier :
- Les forêts tropicales d'Amérique,
- La savane africaine représentée par une longue « caravane » d'animaux remarquables : éléphants, léopards, lions, hyènes, etc.
- La faune, la flore et les réserves naturelles de France,
- L'Arctique et l'Antarctique soumis au rigueur du froid,
- Le Sahara soumis à la chaleur ambiante,
- La classification des espèces,
- et des explications sur la Taxidermie et les collections.

À ce même niveau, se trouve aussi une petite cafétéria, un accès à la médiathèque et la galerie des enfants.

#### Acte II: l'évolution de la vie
Le but de cette exposition est de présenter l'évolution des êtres vivants depuis la cellule jusqu'aux êtres pluricellulaires, mais aussi la manière dont les humains on découvert ces réalités biologiques. Les thèmes suivants sont abordés :
- L'« espace historique » présente les idées de Buffon (1707-1788), Jean-Baptiste de Lamarck (1744-1829), Georges Cuvier (1769-1832), Étienne Geoffroy Saint-Hilaire (1772-1844) et Charles Darwin (1809-1882).
- « Se reproduire et transmettre » aborde les apports de la génétique sur la compréhension du vivant.
- « Au cœur de la cellule » présente la cellule et la structure de l'ADN.
- « Transmettre et sélectionner » est une exposition sur la Sélection naturelle.
- « Reconstruire l'histoire » met en valeur l'histoire du vivant à travers la paléontologie, la biologie moléculaire et l'anatomie comparée.
- « Sur les traces du vivant » illustre de grands phénomènes de l'histoire du vivant comme la conquête de la terre ferme.
- « L'évolution, du nouveau ? » décrit les dernières grandes découvertes génétiques.

#### Acte III: l'homme, facteur d'évolution
L'exposition située au niveau 2 de la nef centrale est dédiée aux modifications de l'Homme sur le monde vivant et son évolution. Les thèmes suivants sont présentés :
- « Chasse, pêche et cueillette » sont les premières activités humaines influant sur le milieu naturel,
- « Domestication » met en valeur la sélection réalisée par l'homme sur certains êtres vivants,
- « Transferts » illustrent les voyages et la colonisation de nouveaux milieux,
- « Transformation des paysages » met en valeur les modifications du paysage par l'homme,
- « Pollutions » montrent les effets dévastateurs de certaines activités humaines,
- « Tout se complique » essaye de sensibiliser le public aux effets combinés des activités de l'homme.
- « La planète aujourd'hui » et son avenir...

### Des salles annexes

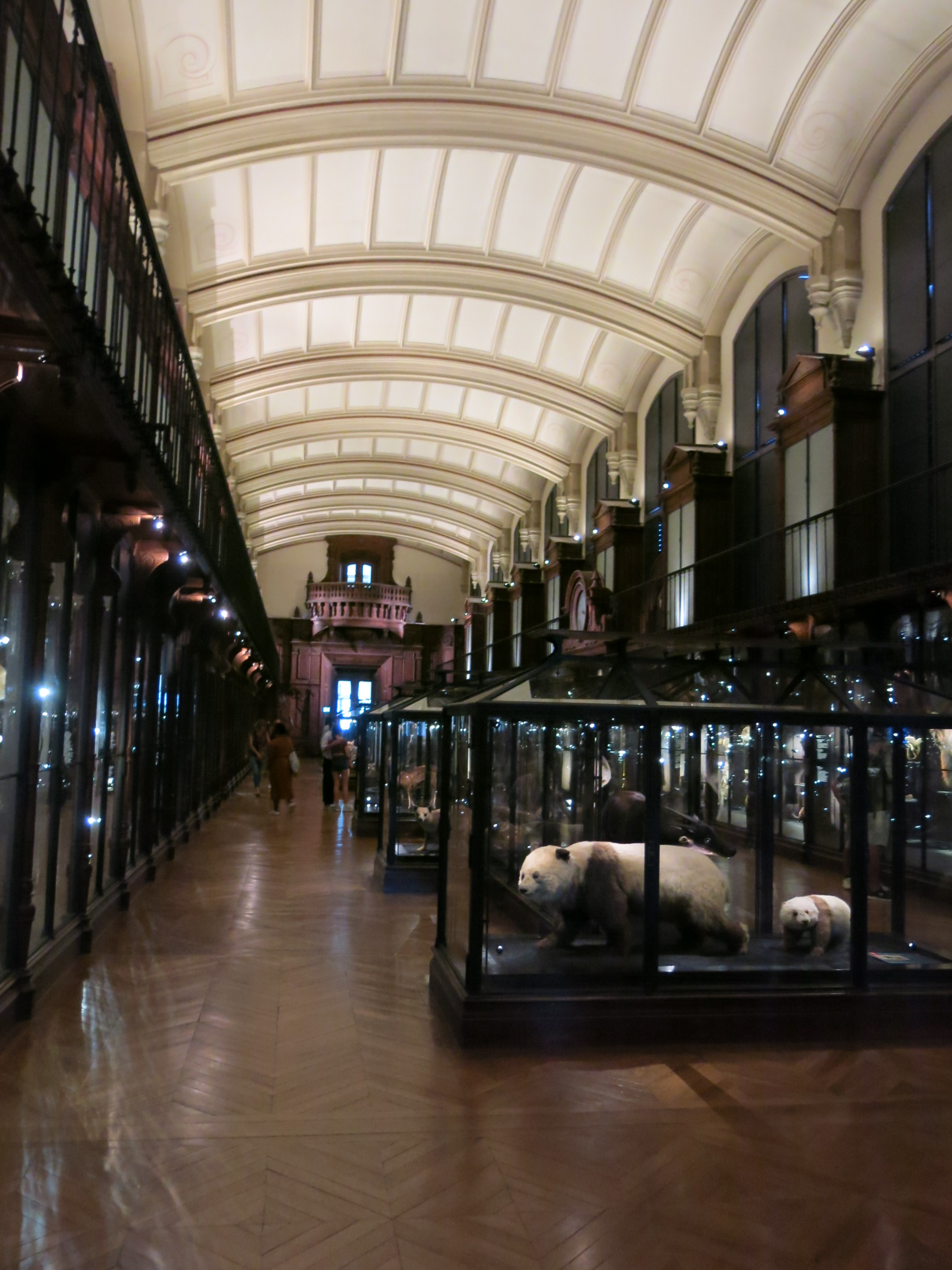
La salle des espèces menacées et disparues.

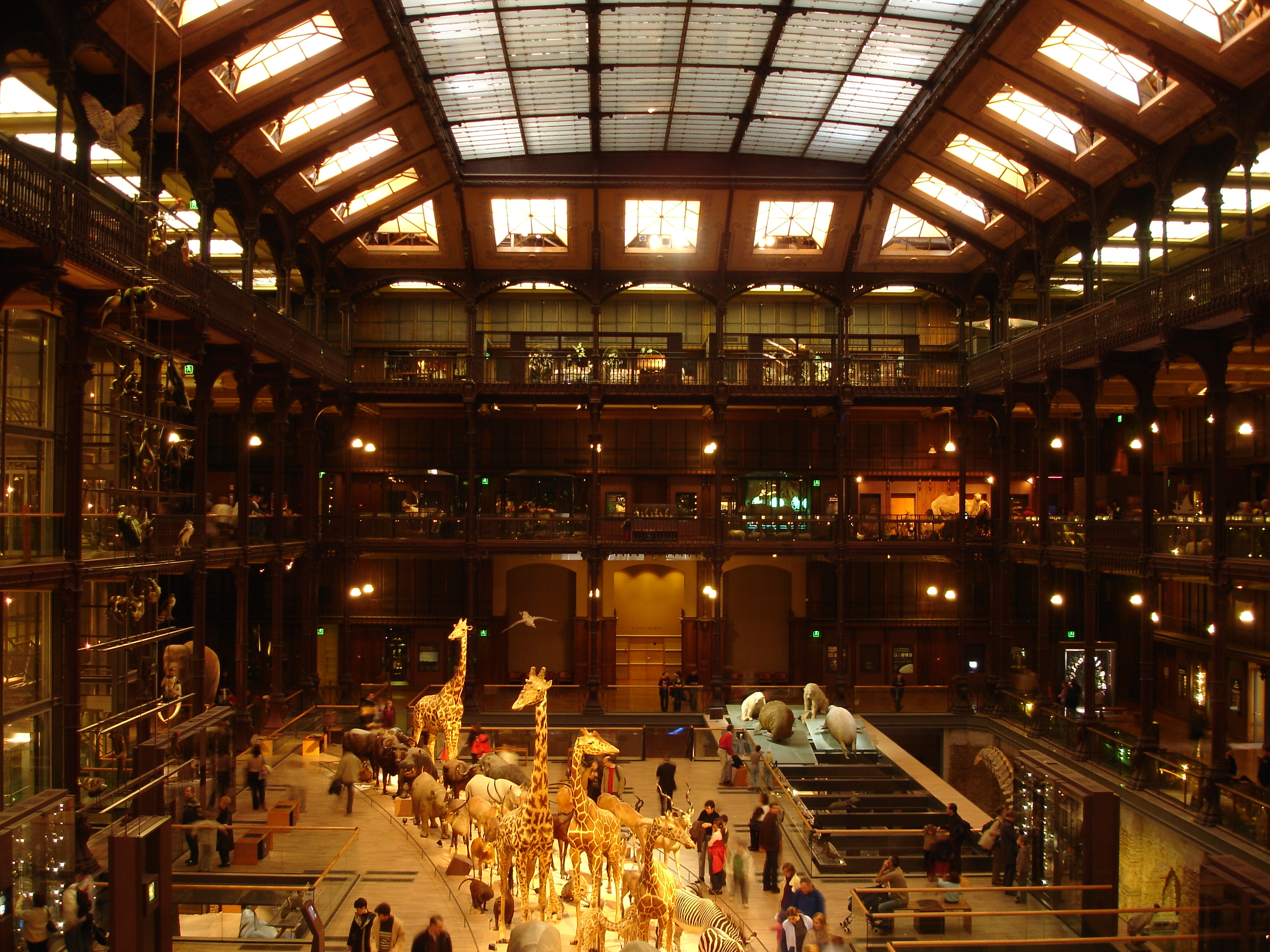
La grande nef centrale de la Galerie.

#### Lasalle des espèces menacées et des espèces disparues
La « salle des espèces menacées et des espèces disparues » regroupe une exceptionnelle collection d'animaux naturalisés. Ces 257 objets rares sont regroupés dans l'ancienne galerie des oiseaux de la galerie de Zoologie. Parmi ces œuvres, se trouvent :
- un drôle de zèbre, le couagga, utilisé naguère comme bête de trait,
- une tortue géante de l'île Rodrigues,
- un squelette d'émeu noir complet,
- un spécimen monté du cerf de Schomburgk,
- une reproduction aussi réaliste que possible et un squelette complet de Dodo.
- un Thylacine naturalisé dont le squelette se trouve à la galerie de Paléontologie et d'Anatomie comparée.

Cette salle présente aussi l'horloge signée Robin de la reine Marie-Antoinette datant de 1785. Placée dans la chapelle du Petit Trianon en avril 1785, elle y reste jusqu'en octobre 1794. À cette date, la Convention nationale la transfère au Muséum.

#### La galerie des enfants
La galerie des enfants a ouvert ses portes officiellement en octobre 2010 dans le but de sensibiliser le jeune public à la biodiversité. Cet espace est divisé en quatre parties distinctes et compte deux étages :
- la ville ;
- la rivière ;
- la forêt tropicale ;
- la planète.

Deux ateliers complètent la Galerie, l'un proposant des loupes binoculaires et des spécimens à toucher et observer, l'autre appelé « petit théâtre » permettant des animations pour les plus jeunes.

#### Le cabinet de réalité virtuelle
Le 23 décembre 2017, le cabinet de réalité virtuelle a ouvert au 3e étage de la grande galerie de l'Évolution avec « Voyage au cœur de l’Évolution », une expérience proposée par le Muséum et la Fondation Orange. Dotée de cinq stations, c'est l'une des toutes premières salles permanentes de réalité virtuelle en France et la première dans un musée ,.

## Les expositions temporaires
Des expositions temporaires s'étaient déjà succédé dans la galerie de Zoologie fermée, dans ce qui est aujourd'hui la galerie des enfants : « Les pigments végétaux » en 1963, « Orchidées et plantes épiphytes » en 1966, « Météorites, messagères du cosmos » en 1968, « La Nature au microscope électronique » en 1971, « Le Sahara avant le désert » en 1974, « Les plus beaux coquillages du monde » en 1975, « Histoire naturelle de la sexualité » en 1977, « Claude Bernard naturaliste » en 1978, « La bionique » en 1985 et le « Bicentenaire de Buffon » en 1988. Avec la réorganisation de la Galerie en 1994, une grande salle de 1 000 m2 a été aménagée au sous-sol du bâtiment pour continuer à y présenter des expositions temporaires. Bien que l'évolution et l'écologie fassent le principal objet de la Galerie, le Muséum destine cet espace d'exposition à l'histoire naturelle et aux sciences en général. Voici quelques-unes des expositions qui ont été organisées dans ce nouvel espace :
- 1995 : « D'une galerie à l'autre »[14] (du 22 février 1995 au 30 avril 1995)
- 1995-1996 : « Forêts du monde, forêts des hommes »[15] (du 22 juin 1995 au 25 mars 1996)
- 1996-1997 : « Météorites ! »[16] (du 22 mai 1996 au 6 janvier 1997)
- 1997-1998 : « Îles : vivre entre ciel et mer »[17] (du 26 février 1997 au 6 janvier 1998)
- 1998 : « Il y a 200 ans, les savants en Égypte »[18] (du 11 mars au 6 juillet 1998)
- 1999-2000 : « Pas si bêtes, mille cerveaux, mille mondes »[19] (du 6 octobre 1999 au 10 juillet 2000)
- 2000-2002 : « Nature vive »[20] (du 6 décembre 2000 au 17 septembre 2001, avec une prolongation exceptionnelle jusqu'au 7 janvier 2002)
- 2002-2003 : « Himalaya-Tibet, le choc des continents »[21] (du 18 décembre 2002 au 3 novembre 2003)
- 2004-2005 : « Au temps des mammouths »[22] (du 17 mars 2004 au 10 janvier 2005)
- 2005-2006 : « Parades, ou la séduction dans le monde animal »[23] (du 30 mars 2005 au 16 janvier 2006)
- 2006 : « Dragons, entre science et fiction »[24] (du 5 avril au 6 novembre 2006)
- 2006-2007 : « Les Oiseaux du musée de Sens, regards sur une collection cachée »[25] (du 29 octobre 2006 au 8 janvier 2007)
- 2007 : « Mouches, l'exposition qui fait mouche ! »[26] (du 4 avril au 3 septembre 2007)
- 2007-2008 : « Perles, une histoire naturelle »[27] (du 25 octobre 2007 au 10 mars 2008)
- 2008-2009 : « Incroyables Cétacés ! »[28] (du 11 juin 2008 au 25 mai 2009)
- 2008-2009 : « Monde sauvage : regards et émotions »[29] (du 22 octobre 2008 au 5 janvier 2009 ; 29 portraits d'animaux, en noir et blanc ou en couleur, par le photographe Joe Zammit-Lucia)
- 2010-2011 : « Dans l'ombre des dinosaures »[30] (du 14 avril 2010 au 14 février 2011, avec une prolongation exceptionnelle jusqu'au 13 juin 2011)
- 2011-2012 : « Au fil des araignées »[31] (du 5 octobre 2011 au 2 juillet 2012)
- 2012 : « Les Aventuriers du Muséum, expéditions en canopée »[32] (du 4 juillet au 8 octobre 2012 ; une exposition de photographies retraçant les missions « Cafotrop-Muséum » :  CAnopées des FOrêts TROPicales »)
- 2012-2013 : « Dinosaure, la vie en grand »[33] (du 24 octobre 2012 au 13 mai 2013, avec une prolongation exceptionnelle jusqu'au 24 juin 2013)
- 2014 : « Nuit »[34] (du 12 février au 3 novembre 2014 ; exposition sur la façon dont les heures nocturnes affectent les organismes vivants et leur comportement)
- 2014 : « Les Aventuriers du Muséum : expédition Coelacanthe »[35] (du 30 avril 2014 au 8 septembre 2014)
- 2014-2016 : « Évolution(s) d'une Galerie »[36] (du 17 septembre 2014 au 3 janvier 2016 ; exposition retraçant l'histoire de la grande galerie de l'Évolution à l'occasion de la commémoration des 20 premières années du remaniement de 1994)
- 2015-2016 : « Sur la piste des grands singes »[37] (du 11 février 2015 au 21 mars 2016)
- 2015-2016 : « Robert Doisneau, un photographe au Muséum »[38] (du 7 octobre 2015 au 18 janvier 2016)
- 2016-2017 : « Espèces d'ours ! »[39] (du 12 octobre 2016 au 19 juin 2017)
- 2017-2019 : « Météorites, entre ciel et terre »[40] (du 18 octobre 2017 au 6 janvier 2019)
- 2019-2020 : « Océan, une plongée insolite »[41] (du 3 avril 2019 au 5 janvier 2020)
- 2020-2021 : « Pierres précieuses »[42] (du 16 septembre 2020 au 22 août 2021 ; exposition ajournée à cause de la pandémie de Covid-19, les dates prévues à l'origine allaient du 3 avril 2020 au 3 janvier 2021)

## Origine et diversité des collections
Les collections du Muséum national d'histoire naturelle sont un patrimoine riche et important et ont permis de comprendre l'évolution de la vie. Ces collections ont commencé avec la naissance du Jardin royal des plantes médicinales en 1635 et se sont amplifiés ensuite avec la création du Muséum d'histoire naturelle à la Convention en 1793. La collection détient aujourd'hui 75 millions de spécimens répartis comme suit : 40 millions d'insectes, 17 millions de pages d'herbier, 1 million de poissons et 80 000 oiseaux et mammifères ainsi que des reptiles, amphibiens, fossiles, minéraux et roches. 9 500 spécimens sont exposés (mammifères, oiseaux, insectes…). Le Muséum national d'histoire naturelle compte également une importante collection d'oeuvres d'art et d'objets liés à son activité, à ses savants et à son architecture.
La salle des espèces disparues et menacées contient de nombreuses pièces rares soigneusement entretenues comme les pièces dites "types" (spécimens qui ont permis de décrire pour la première fois une espèce animale ou végétale). Ce sont les références qui ont permis d'établir la classification des espèces.
Aujourd'hui encore les chercheurs du monde entier continuent de remplir cette collection. Les missions des chercheurs du Muséum ainsi que ceux d'autres organismes comme l'Ifremer ou le CNRS permettent d'enrichir cette collection conservée sous les parois de la grande galerie de l'Évolution dans la zoothèque souterraine.

## Curiosités
- Rhinocéros royal : premier animal de grande taille naturalisé au Muséum national d'histoire naturelle, cet animal provenant de la Ménagerie royale de Versailles avait appartenu au roi Louis XV[45].
- Calmar géant : depuis mars 2008 la Galerie expose au public le seul exemplaire au monde de calmar géant ayant été conservé et naturalisé[46]. Il s'agit d'une femelle de 9 mètres de long capturée en 2000, qui a fait l'objet d'une technique de conservation d'animaux « mous » : la plastination qui allie lyophilisation et imprégnation par une résine qui se substitue à l'eau de leurs tissus, lesquels se conservent ainsi beaucoup plus longtemps.
- L'éléphant d'Asie « Siam », qui, ayant vécu 52 ans, est l'un des plus grands au monde[47].

## Quelques chiffres
- Superficie accessible au public : 8 980 m2.
- Dimension de la nef centrale : 55 m x 25 m, 30 m de haut.
- Collections présentées : environ 100 poissons, amphibiens ou reptiles, 450 oiseaux, 350 mammifères et plusieurs milliers d’invertébrés.

## Accès
La grande galerie de l'Évolution est desservie par la ligne 7 du métro de Paris (station Censier-Daubenton) et par les lignes d'autobus 24, 67 et 89 (station Buffon-La mosquée).